# Chicago PD
Chicago PD – dramatyczny amerykański serial telewizyjny emitowany od 8 stycznia 2014 roku przez stację NBC, będący spin-offem serialu Chicago Fire. Twórcami, jak i producentami wykonawczymi są Dick Wolf, Michael Brandt, Derek Haas, Matt Olmstead.
W Polsce serial jest emitowany od 4 listopada 2019 roku na kanale 13 Ulica. Od 31 sierpnia 2020 roku, stacja Zoom TV rozpoczęła emisję serialu pod spolszczonym tytułem Gliniarze z Chicago.

## Fabuła

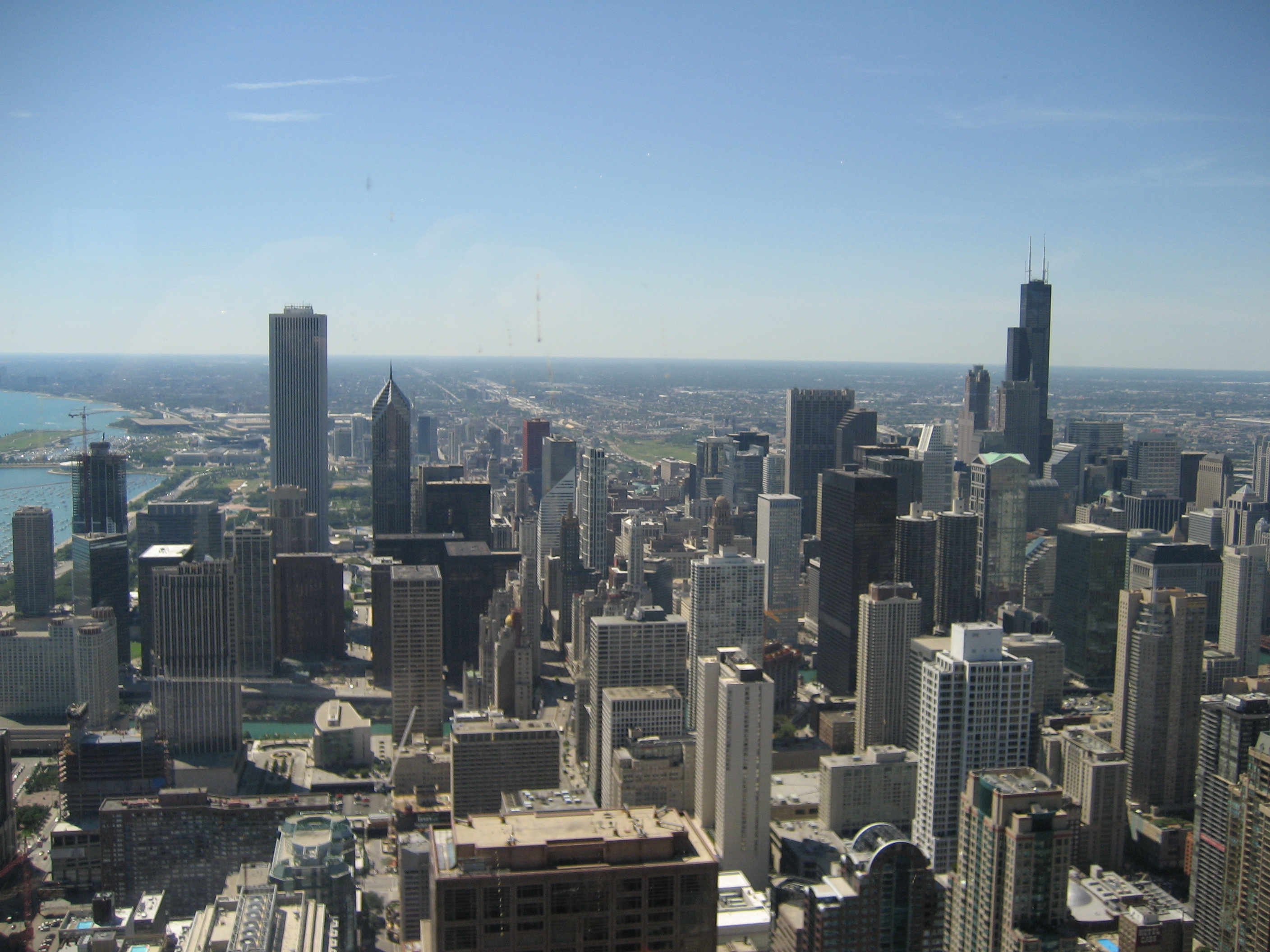
Chicago – miejsce akcji serialu

Serial opowiada o pracy i życiu prywatnym fikcyjnego 21 okręgu posterunku policji w Chicago, który podzielony jest na dwa zespoły. Jedną grupę stanowią umundurowani policjanci, którzy zajmują się patrolowaniem miasta i ściganiem przestępstw ulicznych. Natomiast druga grupa jest to jednostka wywiadowcza, która zajmuje się walką z poważniejszymi przestępstwami w Chicago, takimi jak przestępczość zorganizowana, przemyt narkotyków, morderstwa i porwania. Dowodzi nią sierżant Henry "Hank" Voight.

## Obsada

### Główne role
- Jason Beghe jako Henry „Hank” Voight – sierżant, dowódca Jednostki Wywiadowczej Chicago P.D.
- Jon Seda jako Antonio Dawson – detektyw w Jednostce Wywiadowczej (sezony 1-6)
- Sophia Bush jako Erin Lindsay – detektyw w Jednostce Wywiadowczej[5] (sezony 1-4)
- Jesse Lee Soffer jako Jay Halstead – detektyw w Jednostce Wywiadowczej[6] (sezony 1-10)
- Patrick John Flueger jako Adam Ruzek – kadet, oficer a następnie detektyw w Jednostce Wywiadowczej.
- Marina Squerciati jako Kimberly "Kim" Burgess - oficer patrolu a następnie oficer w Jednostce Wywiadowczej[7].
- LaRoyce Hawkins jako Kevin Atwater – oficer patrolu, a następnie oficer w Jednostce Wywiadowczej.
- Archie Kao jako Sheldon Jin – detektyw oraz technik informatyczny w Jednostce Wywiadowczej[8]. (sezon 1)
- Amy Morton jako Trudy Platt – sierżant posterunkowy 21 okręgu.
- Brian Geraghty jako Sean Roman – oficer patrolu[9] (sezony 2-3, gościnnie w 7 serii)
- Elias Koteas jako Alvin Olinsky – detektyw w Jednostce Wywiadowczej, prawa ręka Voight'a.[10] (sezony 1-5)
- Tracy Spiridakos jako Hailey Upton – detektyw w Jednostce Wywiadowczej. (drugoplanowo w serii 4, a następnie stale)
- Lisseth Chavez jako Vanessa Rojas – oficer w Jednostce Wywiadowczej. (sezon 7)
- Benjamin Levy Aguilar jako Dante Torres - oficer w Jednostce Wywiadowczej. (od sezonu 9)

### Role drugoplanowe
- Stella Maeve jako Nadia Decotis - asystentka administracji w Jednostce Wywiadowczej[11].
- Samuel Hunt jako Greg "Mouse" Gerwitz - technik i ekspert nadzoru elektronicznego.
- America Olivo jako Laura Dawson - żona Antonia[12].
- Zach Garcia jako Diego Dawson - syn Antonia.
- Maya Moravec/Ariana Chantelle Cordero - córka Antonia. (Maya Moravec w sezonach 1-2, Ariana Cordero w sezonach 5-6)
- Emily Peterson jako Wendy - narzeczona Ruzek’a.
- Melissa Sagemiller jako Julia Willhite – detektyw w Jednostce Wywiadowczej[13].
- Sydney T. Poitier jako Kendra - detektyw[14]
- Bailey Chase jako David Lang - agent DEA[15].
- Madison McLaughlin jako Michael Caterini. (sezon 3)[16]
- Clancy Brown jako Eddie Little. (sezon 3)[17]
- Li Jun Li jako Julie Tay - oficer patrolu. (sezon 4 - 4 odcinki)[18]

## Przegląd sezonów
| Sezon | Sezon | Odcinki | Pierwsza emisja NBC | Pierwsza emisja NBC | Pierwsza emisja TVP1 (pilot), 13 Ulica (sezony 1-12) | Pierwsza emisja TVP1 (pilot), 13 Ulica (sezony 1-12) | Dostęp VOD nSeriale (pilot), Amazon Prime Video Polska (sezony 1-4), Play Now (sezon 5) |
| Sezon | Sezon | Odcinki | Premiera sezonu     | Finał sezonu        | Premiera sezonu                                      | Finał sezonu                                         | Dostęp VOD nSeriale (pilot), Amazon Prime Video Polska (sezony 1-4), Play Now (sezon 5) |
| ----- | ----- | ------- | ------------------- | ------------------- | ---------------------------------------------------- | ---------------------------------------------------- | --------------------------------------------------------------------------------------- |
|       | Pilot | 1       | 15 maja 2013        | 15 maja 2013        | 10 czerwca 2014                                      | 10 czerwca 2014                                      | 26 maja 2013                                                                            |
|       | 1     | 15      | 8 stycznia 2014     | 21 maja 2014        | 4 listopada 2019                                     | 16 grudnia 2019                                      | 16 stycznia 2020                                                                        |
|       | 2     | 23      | 24 września 2014    | 21 maja 2015        | 13 stycznia 2020                                     | 30 marca 2020                                        | 16 stycznia 2020                                                                        |
|       | 3     | 23      | 30 września 2015    | 25 maja 2016        | 5 października 2020                                  | 22 października 2020                                 | 16 stycznia 2020                                                                        |
|       | 4     | 23      | 21 września 2016    | 17 maja 2017        | 26 października 2020                                 | 12 listopada 2020                                    | 16 stycznia 2020                                                                        |
|       | 5     | 22      | 26 września 2017    | 9 maja 2018         | 16 listopada 2020                                    | 2 grudnia 2020                                       | 10 listopada 2020                                                                       |
|       | 6     | 22      | 26 września 2018    | 22 maja 2019        | 8 lutego 2021                                        | 9 marca 2021                                         | —                                                                                       |
|       | 7     | 20      | 25 września 2019    | 15 kwietnia 2020    | 10 marca 2021                                        | 2 kwietnia 2021                                      | —                                                                                       |
|       | 8     | 16      | 11 listopada 2020   | 26 maja 2021        | 6 września 2021                                      | 13 grudnia 2021                                      | —                                                                                       |
|       | 9     | 22      | 22 września 2021    | 25 maja 2022        | 13 września 2022                                     | 14 lutego 2023                                       | —                                                                                       |
|       | 10    | 22      | 21 września 2022    | 24 maja 2023        | 19 września 2023                                     | 20 lutego 2024                                       | —                                                                                       |
|       | 11    | 13      | 17 stycznia 2024    | 22 maja 2024        | 12 marca 2024                                        | 2 lipca 2024                                         | —                                                                                       |
|       | 12    | 22      | 25 września 2024    | 21 maja 2025        | 4 marca 2025                                         | 1 lipca 2025                                         | —                                                                                       |

## Produkcja
Dnia 10 maja 2013 stacja NBC zamówiła serial na początek sezonu telewizyjnego 2013/14, jednak 12 maja 2013 decyzja została anulowana, a zamówienie zostało przesunięte na „midseason”, czyli początek nowego roku. Dnia 18 października 2013 NBC potwierdziła datę premiery na 8 stycznia 2014, zaraz po emisji serialu „Prawo i porządek: sekcja specjalna”.
W okolicach stycznia 2014 r. NBC zatwierdziła crossover pomiędzy Chicago PD a Prawo i porządek: Sekcja Specjalna, który premierę miał w lutym.
Dnia 31 stycznia 2014 roku NBC zamówiła dwa dodatkowe odcinki pierwszego sezonu, dzięki czemu pierwszy sezon liczy 15 odcinków.
W listopadzie 2014 r. premierę miał potrójny crossover który łączył fabułę seriali Chicago Fire, Prawo i porządek: sekcja specjalna i Chicago PD.
Dnia 10 maja 2017 roku, stacja NBC oficjalnie zamówiła 5 sezon serialu, a 27 lutego 2019 roku siódmą serię. Pod koniec lutego 2020, stacja NBC przedłużyła produkcję od razu na kolejne trzy lata, co odpowiada sezonom 8-10.
10 kwietnia 2023 roku odnowiono produkcję na 11 sezon, a 21 marca 2024 roku na 12 sezon.